# Beatrice di Brabante
Beatrice di Brabante (Lovanio, 1225 – Courtrai, 11 novembre 1288) fu langravia di Turingia e anti-regina di Germania dal 1246 al 1247, poi contessa consorte di Fiandra dal 1247 al 1251.

## Biografia
Beatrice di Brabante era la figlia del duca Enrico II di Brabante e Bassa Lorena e di Maria di Hohenstaufen, figlia del re dei Romani Filippo di Svevia. Apparteneva dunque alla dinastia di Reginar. Aveva cinque fratelli e sorelle, tra cui il duca Enrico III e Maria che fu giustiziata per infedeltà da suo marito, Ludovico il Forte.
Sposò il langravio Enrico Raspe il 10 marzo 1241. Quest'ultimo, proclamato re di Germania da una fazione nel 1246, non era stato in grado di avere figli dopo tre anni di matrimonio con le sue due precedenti mogli, Elisabetta di Brandeburgo (1206-1231) e Gertrude di Babenberg; tuttavia anche quest'ultima unione rimarrà senza figli ed Enrico Raspe morì nel 1247, lasciando il langraviato di Turingia a suo nipote Enrico III di Meißen.
Lo stesso anno, nel novembre 1247, Beatrice si risposò con Guglielmo II di Fiandra († 6 giugno 1251). Gli sopravviverà per altri 37 anni.
Benefattrice dell'abbazia di Groeninghe, nella regione di Courtrai, donò la statua di Notre-Dame di Groeninghe, che ricevette da papa Onorio IV nel 1285. Donò anche la candela di Groeninghe, ricavata da un frammento della candela di Arras, ritenuta miracolosa, che aveva ottenuto dal vescovo di Arras lo stesso anno.
Morì l'11 novembre 1288 e venne sepolta a Marquette-lez-Lille.

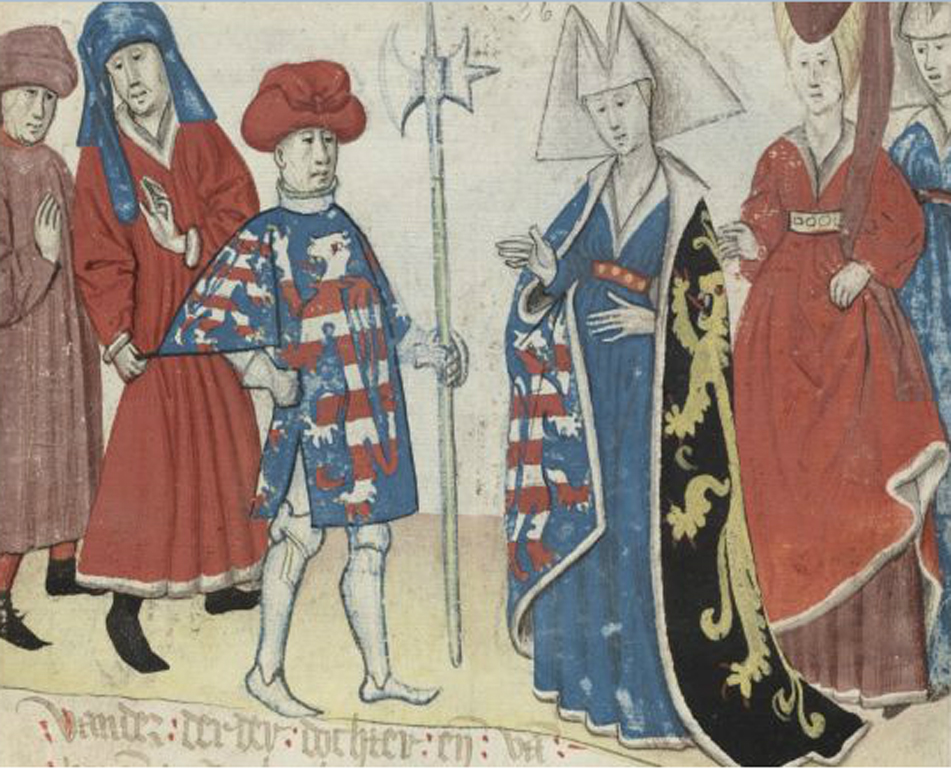
Il matrimonio tra Enrico Raspe e Beatrice.

## Ascendenza
|                       |                     |                        | Genitori                 |  |  | Nonni |  |  | Bisnonni                |  |  | Trisnonni              |  |
|                       |                     |                        |                          |  |  |       |  |  | Goffredo III di Lovanio |  |  | Goffredo II di Lovanio |  |
|                       |                     |                        |                          |  |  |       |  |  | Goffredo III di Lovanio |  |  | Goffredo II di Lovanio |  |
|                       |                     | Luitgarda di Sulzbach  |                          |  |  |       |  |  | Goffredo III di Lovanio |  |  |                        |  |
| Enrico I di Brabante  |                     |                        |                          |  |  |       |  |  | Goffredo III di Lovanio |  |  |                        |  |
|                       |                     | Margherita di Limburgo | Enrico II di Limburgo    |  |  |       |  |  |                         |  |  |                        |  |
|                       |                     | Margherita di Limburgo | Enrico II di Limburgo    |  |  |       |  |  |                         |  |  |                        |  |
|                       |                     | Margherita di Limburgo | Matilde di Saffenberg    |  |  |       |  |  |                         |  |  |                        |  |
| Enrico II di Brabante |                     | Margherita di Limburgo |                          |  |  |       |  |  |                         |  |  |                        |  |
|                       |                     | Matteo di Lorena       | Teodorico di Alsazia     |  |  |       |  |  |                         |  |  |                        |  |
|                       |                     | Matteo di Lorena       | Teodorico di Alsazia     |  |  |       |  |  |                         |  |  |                        |  |
|                       |                     | Matteo di Lorena       | Sibilla d'Angiò          |  |  |       |  |  |                         |  |  |                        |  |
| Matilde di Lorena     |                     | Matteo di Lorena       |                          |  |  |       |  |  |                         |  |  |                        |  |
|                       |                     | Maria di Boulogne      | Stefano di Blois         |  |  |       |  |  |                         |  |  |                        |  |
|                       |                     | Maria di Boulogne      | Stefano di Blois         |  |  |       |  |  |                         |  |  |                        |  |
|                       |                     | Maria di Boulogne      | Matilde di Boulogne      |  |  |       |  |  |                         |  |  |                        |  |
| Beatrice di Brabante  |                     | Maria di Boulogne      |                          |  |  |       |  |  |                         |  |  |                        |  |
|                       | Federico Barbarossa | Federico di Svevia     |                          |  |  |       |  |  |                         |  |  |                        |  |
|                       | Federico Barbarossa | Federico di Svevia     |                          |  |  |       |  |  |                         |  |  |                        |  |
|                       | Federico Barbarossa | Giuditta di Baviera    |                          |  |  |       |  |  |                         |  |  |                        |  |
| Filippo di Svevia     | Federico Barbarossa |                        |                          |  |  |       |  |  |                         |  |  |                        |  |
|                       |                     | Beatrice di Borgogna   | Rinaldo III di Borgogna  |  |  |       |  |  |                         |  |  |                        |  |
|                       |                     | Beatrice di Borgogna   | Rinaldo III di Borgogna  |  |  |       |  |  |                         |  |  |                        |  |
|                       |                     | Beatrice di Borgogna   | Agata di Lorena          |  |  |       |  |  |                         |  |  |                        |  |
| Maria di Svevia       |                     | Beatrice di Borgogna   |                          |  |  |       |  |  |                         |  |  |                        |  |
|                       |                     | Isacco II Angelo       | Andronico Angelo         |  |  |       |  |  |                         |  |  |                        |  |
|                       |                     | Isacco II Angelo       | Andronico Angelo         |  |  |       |  |  |                         |  |  |                        |  |
|                       |                     | Isacco II Angelo       | Eufrosina Castamonitissa |  |  |       |  |  |                         |  |  |                        |  |
| Irene Angela          |                     | Isacco II Angelo       |                          |  |  |       |  |  |                         |  |  |                        |  |
|                       |                     | Irene Paleologa        | …                        |  |  |       |  |  |                         |  |  |                        |  |
|                       |                     | Irene Paleologa        | …                        |  |  |       |  |  |                         |  |  |                        |  |
|                       |                     | Irene Paleologa        | …                        |  |  |       |  |  |                         |  |  |                        |  |
|                       |                     | Irene Paleologa        |                          |  |  |       |  |  |                         |  |  |                        |  |